# Adolf Friedrich al IV-lea, Duce de Mecklenburg-Strelitz

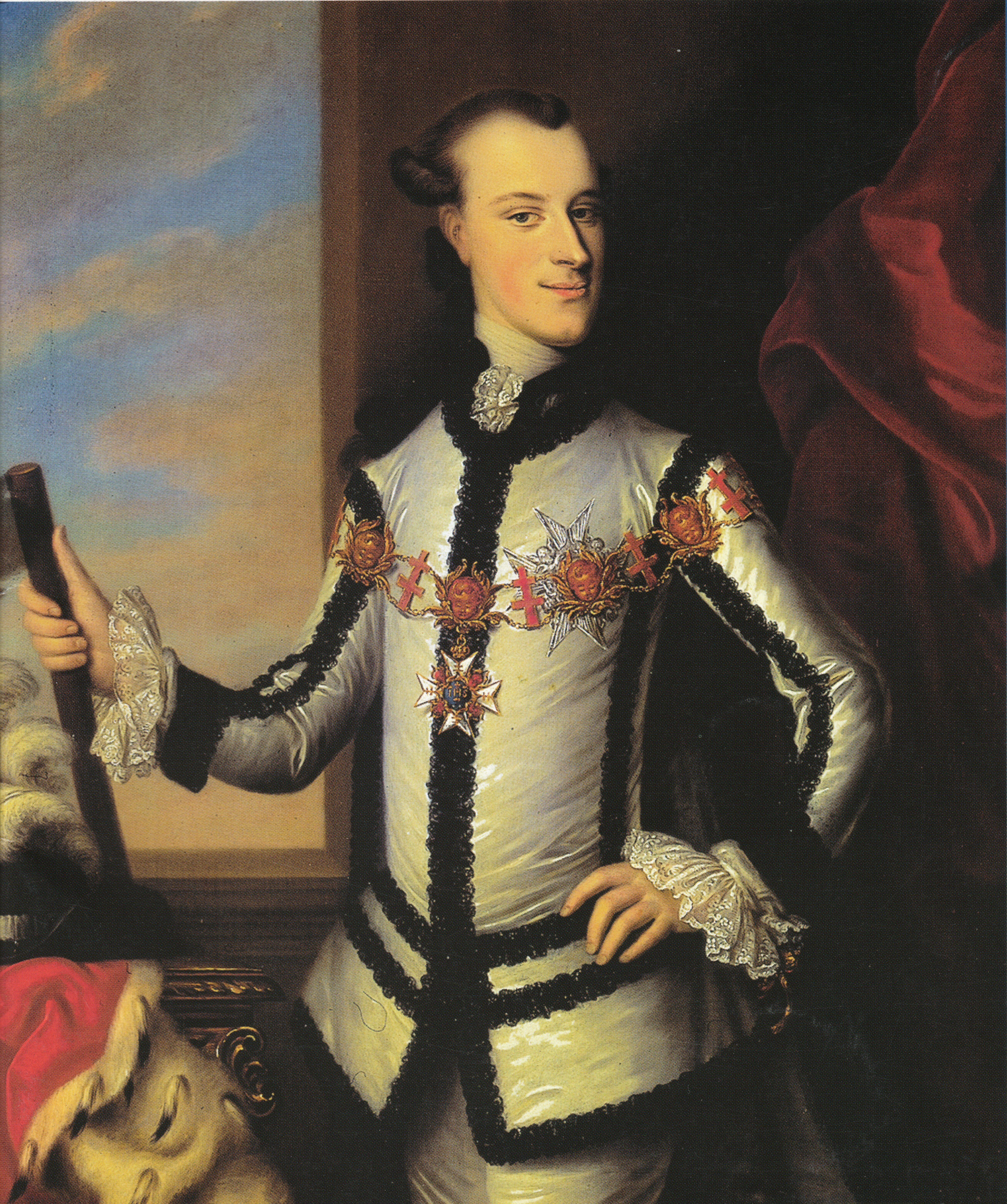
Adolf Friedrich IV, Duce de Mecklenburg-Strelitz în roba Ordinului Serafimilor cu colarul în jurul gâtului.

Adolf Friedrich al IV-lea (5 mai 1738 – 2 iunie 1794) a fost Duce de Mecklenburg-Strelitz.

## Biografie
S-a născut la Mirow și a fost fiul cel mare al Ducelui Carl I Ludwig Frederick de Mecklenburg-Strelitz și a soției acestuia, Prințesa Elizabeth Albertine de Saxa-Hildburghausen. Tatăl său a fost al doilea fiu al Ducelui Adolf Frederick al II-lea de Mecklenburg-Strelitz.
A fost moștenitor prezumptiv de Mecklenburg-Strelitz de la decesul tatălui său (5 iunie 1752) până când și-a succedat unchiul,  Ducele Adolf Frederick al III-lea la 11 decembrie 1752. În 1753 a studiat la Universitatea din Greifswald. În 1764 Adolf Frederick a devenit membru al Ordinului Jartierei.
În primii ani după 1753, mama sa Prințesa Elizabeth Albertine de Saxa-Hildburghausen a guvernat în numele fiului ei în vârstă de 14 ani, sub protecția regelui George al II-lea al Marii Britanii. Nu s-a căsătorit niciodată. După moartea sa în 1794 a fost succedat de fratele său, Carol al II-lea, Mare Duce de Mecklenburg-Strelitz.